# Geistervilla (2023)
Geistervilla (Originaltitel: Haunted Mansion) ist eine US-amerikanische Horrorkomödie aus dem Jahr 2023. Sie wurde von der Walt Disney Company produziert und vertrieben und ist als Kino-Spielfilm für die Disneyland-Vergnügungsparks vorgesehen, läuft aber auch im regulären Kino-Programm. Der Filmstart in Deutschland war am 27. Juli 2023.
Die Handlung spielt in einer von Geistern beherrschten alten Villa bei New Orleans, Louisiana; auf Wunsch der Besitzerfamilie soll eine Gruppe von Experten die Geister vertreiben. 
Ein vergleichbarer Film war Die Geistervilla (The Haunted Mansion). Der Titel des neuen und ebenso des ersten Films knüpft an die gleichnamige Attraktion im Disneyland an.

## Synchronisation
Die deutschsprachige Synchronisation entstand bei FFS Film- & Fernseh-Synchron in Berlin nach einem Dialogbuch von Ila Panke und unter der Dialogregie von Katrin Fröhlich.
| Rolle                          | Schauspieler      | Synchronsprecher         |
| ------------------------------ | ----------------- | ------------------------ |
| Ben Matthias                   | Lakeith Stanfield | Tobias Schmidt           |
| Harriet                        | Tiffany Haddish   | Peggy Sander             |
| Kent                           | Owen Wilson       | Philipp Moog             |
| Gabbie                         | Rosario Dawson    | Claudia Urbschat-Mingues |
| Prof. Bruce Davis              | Danny DeVito      | Axel Lutter              |
| Crump / Der Hutschachtel-Geist | Jared Leto        | Jaron Löwenberg          |
| Travis                         | Chase W. Dillon   | Joshua Nath              |
| Madame Leota                   | Jamie Lee Curtis  | Dagmar Dempe             |
| Vic                            | Dan Levy          | Timo Weisschnur          |
| Alyssa                         | Charity Jordan    | Viola Müller             |
| William Gracey                 | J. R. Adduci      | Konrad Bösherz           |
| Pat                            | Winona Ryder      | Nana Spier               |

## Rezeption

### Einspielergebnisse
Im nordamerikanischen Raum konnte der Film bisher 66,3 Millionen US-Dollar verbuchen, international hingegen nur 40,4 Millionen und kommt somit auf ein gesamtes Einspielergebnis von 106,6 Millionen Dollar.
Am Eröffnungswochenende spielte Geistervilla nur 24,08 Millionen US-Dollar in Nordamerika ein. Angesichts seines Produktionsbudgets von 150 Millionen US-Dollar war Variety der Meinung, dass die Eröffnung „kein großartiges Ergebnis für einen auf Kinder ausgerichtetes Tentpole“ und der Film „Halloween-mäßig“ sei.

### Kritiken
Bei Rotten Tomatoes konnte der Film nur 37 % der 246 Kritiker überzeugen und bekam eine durchschnittliche Bewertung von 5,1/10 Punkten. Der Konsens der Kritiker ist: Die talentierte Besetzung von Haunted Mansion macht den Film zu einem recht angenehmen, obwohl er weder gruselig noch lustig genug ist, um ihn wärmstens zu empfehlen. Bei Metacritic erhielt der Film, basierend auf 52 Rezensionen, einen Metascore von 47 von 100 möglichen Punkten.  Die von CinemaScore befragten Zuschauer gaben dem Film eine durchschnittliche Note von „B+“ auf einer Skala von A+ bis F. Die von PostTrak befragten Zuschauer bewerteten den Film mit der Durchschnittsnote „B+“, insgesamt gaben 80 % eine positive Bewertung, wobei 60 % sagten, dass sie den Film auf jeden Fall weiterempfehlen würden.

### Auszeichnungen
Costume Designers Guild Awards 2024
- Nominierung für die Besten Kostüme in einem Science-Fiction- oder Fantasyfilm (Jeffrey Kurland)
- Nominierung für die Besten Kostümillustrationen (Barbra Araujo)[10]

Make-Up Artists and Hair Stylists Guild Awards 2024
- Nominierung für das Beste zeitgenössische Make-up (Kimberly Jones, Dionne Wynn, Bridgit Crider & Carla VanNessa Wallace)[11]

Saturn-Award-Verleihung 2024
- Nominierung als Bester Fantasyfilm